# Aegyptobia lacida
Aegyptobia lacida är en spindeldjursart som beskrevs av Baker och James P. Tuttle 1972. Aegyptobia lacida ingår i släktet Aegyptobia och familjen Tenuipalpidae. Inga underarter finns listade i Catalogue of Life.